# Rollo Myers
Pour les articles homonymes, voir Myers.
Rollo Myers est un musicographe et critique musical britannique né le 23 janvier 1892 à Chislehurst (dans l'actuel Grand Londres, anciennement dans le Kent) et mort le 1er janvier 1985 à Chichester (Sussex de l'Ouest).

## Biographie
Rollo Hugh Myers naît le 23 janvier 1892 à Chislehurst,.
Il étudie à Oxford et au Royal College of Music de Londres durant un an, avant de devenir correspondant musical à Paris de plusieurs journaux anglais, le Times et le Daily Telegraph, notamment, entre 1919 et 1934. Il intègre ensuite le département d'information de la BBC à Londres, entre 1935 et 1944, puis retourne à Paris en 1945 comme responsable de la musique pour le British Council,.
Après 1945, les activités de Rollo Myers alternent entre Londres et Paris. Il est rédacteur en chef de The Chesterian entre 1947 et 1950, et travaille comme journaliste musical et éditeur. Son dernier poste professionnel est au sein de l'Organisation européenne de coopération économique,.
En parallèle, Myers est également traducteur des œuvres vocales de Darius Milhaud, entre 1949 et 1957, ainsi que d'Arthur Honegger, à compter de 1953.
De façon globale, il a joué un rôle important dans la connaissance et la promotion au Royaume-Uni des musiques de Debussy, Satie et de leurs contemporains, et est l'auteur d'ouvrages de référence en anglais sur ces sujets.
Il meurt le 1er janvier 1985 à Chichester,.

## Publications
Rollo Myers est notamment l'auteur de :
- Modern Music : Its Aims and Tendencies (Londres, 1923) ;
- Music in the Modern World (Londres, 1939 ; 2e éd., rév. 1948) ;
- Erik Satie (Londres, 1948) ;
- Debussy (Londres, 1948) ;
- Introduction to the Music of Stravinsky (Londres, 1960) ;
- Emmanuel Chabrier and His Circle (Londres, 1969) ;
- Modern French Music (Oxford, 1971).

Il a également édité une anthologie, Twentieth Century Music (Londres, 1960 ; 2e éd., augm. 1968), et écrit de nombreux articles sur la musique.